# Anisodactylus alternans
Anisodactylus alternans är en skalbaggsart som beskrevs av Leconte 1849. Anisodactylus alternans ingår i släktet Anisodactylus och familjen jordlöpare. Inga underarter finns listade i Catalogue of Life.